# Claddagh-ring

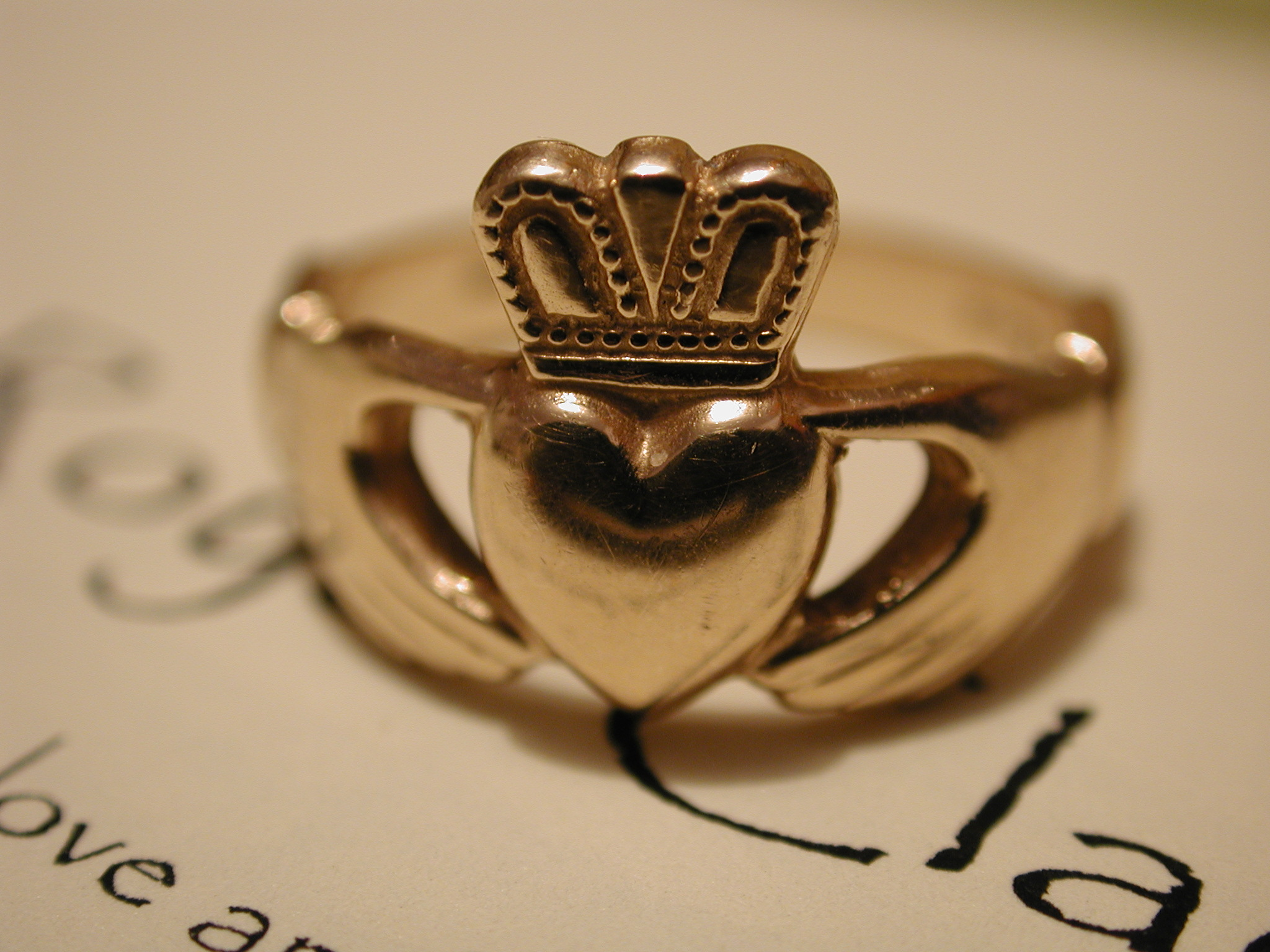
Claddagh-ring.

Claddagh-ring är en traditionell irländsk förlovnings- eller vigselring. Namnet kommer från en irländsk stad, Claddagh, som ligger strax utanför Galway, Irland. Man har lyckats spåra ringens historia till 1600-talet. 
Ringen är i form av en hand som håller i ett hjärta krönt med en krona. Ringen symboliserar olika saker beroende på hur den bärs, det finns fyra sätt som följer nedan: 
1. Om ringen sitter på höger ringfinger med hjärtat pekande mot fingertoppen innebär det att man inte har någon partner eller någon att dela sitt liv med.
2. Om ringen sitter på samma hand och finger men med hjärtat pekande mot kroppen, alltså motsatta hållet, innebär det att bäraren är förälskad eller tillhör någon.
3. Om ringen sitter på vänster ringfinger med hjärtat pekande mot fingertoppen innebär det att bäraren är förlovad.
4. Om ringen sitter på vänster ringfinger med hjärtat pekande mot kroppen innebär det att bäraren är gift.